# Dutch International 2006
Die Dutch International 2006 im Badminton fanden vom 16. bis 19. März 2006 in Wateringen statt. Es war die 7. Austragung der Titelkämpfe.

## Sieger und Platzierte
| Disziplin    | Gold                          | Silber                                     | Bronze                          |
| ------------ | ----------------------------- | ------------------------------------------ | ------------------------------- |
| Herreneinzel | Björn Joppien                 | Andrew Smith                               | Roman Spitko                    |
| Herreneinzel | Björn Joppien                 | Andrew Smith                               | Yong Yudianto                   |
| Dameneinzel  | Petra Overzier                | Juliane Schenk                             | Petya Nedelcheva                |
| Dameneinzel  | Petra Overzier                | Juliane Schenk                             | Mia Audina                      |
| Herrendoppel | Ingo Kindervater Kristof Hopp | Michael Fuchs Roman Spitko                 | Ruud Bosch Koen Ridder          |
| Herrendoppel | Ingo Kindervater Kristof Hopp | Michael Fuchs Roman Spitko                 | Maurice Niesner Tim Dettmann    |
| Damendoppel  | Juliane Schenk Nicole Grether | Kamilla Rytter Juhl Lena Frier Kristiansen | Weny Rahmawati Elodie Eymard    |
| Damendoppel  | Juliane Schenk Nicole Grether | Kamilla Rytter Juhl Lena Frier Kristiansen | Wendy Slaats Ginny Severien     |
| Mixed        | Kristof Hopp Birgit Overzier  | Wouter Claes Paulien van Dooremalen        | Michael Fuchs Sandra Marinello  |
| Mixed        | Kristof Hopp Birgit Overzier  | Wouter Claes Paulien van Dooremalen        | Imam Sodikin Cynthia Tuwankotta |

## Finalergebnisse
| Disziplin    | Sieger                        | Finalist                                   | Ergebnis            |
| ------------ | ----------------------------- | ------------------------------------------ | ------------------- |
| Herreneinzel | Björn Joppien                 | Andrew Smith                               | 21-19, 21-15        |
| Dameneinzel  | Petra Overzier                | Juliane Schenk                             | 18-21, 21-19, 21-18 |
| Herrendoppel | Ingo Kindervater Kristof Hopp | Michael Fuchs Roman Spitko                 | 21-10, 21-11        |
| Damendoppel  | Juliane Schenk Nicole Grether | Kamilla Rytter Juhl Lena Frier Kristiansen | 21-8, 21-12         |
| Mixed        | Kristof Hopp Birgit Overzier  | Wouter Claes Paulien van Dooremalen        | 21-18, 21-18        |